# قرار مجلس الأمن التابع للأمم المتحدة رقم 837
قرار مجلس الأمن التابع للأمم المتحدة رقم 837، المتخذ بالإجماع في 6 حزيران / يونيو 1993، بعد إعادة التأكيد على القرارات 733 (1992)، 746 (1992)، 751 (1992)، 767 (1992)، 775 (1992)، 794 (1992) و814 (1993)، أدان المجلس الهجمات التي استهدفت عملية الأمم المتحدة الثانية في الصومال، والتي أسفرت عن مقتل 24 جنديًا باكستانيًا منتشرين في قوة المهام الموحدة وإصابة 56 أخرين، من بينهم جندي إيطالي و 3 جنود أمريكيين.
وأعاد المجلس، عملاً بالفصل السابع من ميثاق الأمم المتحدة، التأكيد على أهمية التنفيذ المبكر لنزع سلاح جميع الأطراف والفصائل والحركات الصومالية، فضلاً عن تحييد أنظمة البث الإذاعي التي ساهمت في الهجمات على قوات الأمم المتحدة. وطالب أيضاً جميع الأطراف في الصومال بالامتثال للالتزامات التي تعهدوا بها في الاتفاقات التي أبرموها في الاجتماع التحضيري غير الرسمي بشأن المصالحة السياسية الصومالية في أديس أبابا، إثيوبيا، مؤكداً أن الأمين العام بطرس بطرس غالي مفوض اتخاذ إجراءات ضد المسؤولين عن الهجمات المسلحة ضد عملية الأمم المتحدة الثانية في الصومال لبسط سلطتها في جميع أنحاء الصومال.
واختتم المجلس بتشجيعه على نشر جميع وحدات عملية الأمم المتحدة الثانية في الصومال لتلبية الاحتياجات الكاملة لـ 28,000 رجل؛ وحث الدول الأعضاء على المساهمة بالمعدات في العملية؛ وأن يقدم الأمين العام تقريراً عن الوضع في غضون سبعة أيام من اتخاذ القرار الحالي.
وبناءً على هذا القرار، تم اتخاذ القرار باعتقال اللواء محمد فرح عيديد المسؤول عن الهجوم، رغم أنه لم يتم القبض عليه.

## روابط خارجية
- نص القرار في undocs.org